# Sainte-Foy-de-Longas
Sainte-Foy-de-Longas è un comune francese di 245 abitanti situato nel dipartimento della Dordogna nella regione della Nuova Aquitania.

## Società

### Evoluzione demografica
Abitanti censiti